# Dialium lopense
Dialium lopense är en ärtväxtart som beskrevs av Franciscus Jozef Breteler. Dialium lopense ingår i släktet Dialium och familjen ärtväxter. Inga underarter finns listade i Catalogue of Life.